# Nowoachunowo
Nowoachunowo (ros. Новоахуново) – wieś (sieło) w Rosji, w obwodzie czelabińskim, w rejonie wierchnieuralskim. W 2021 liczyła 343 mieszkańców.